# Prasat Ak Yum

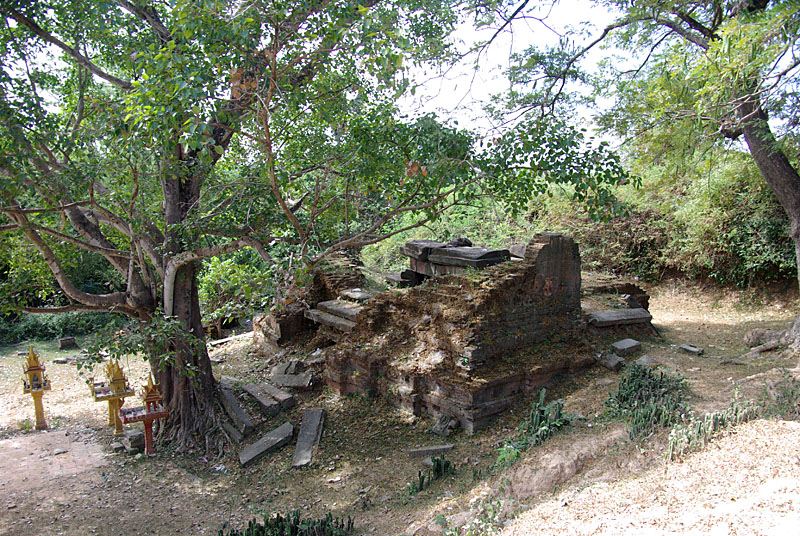
Ak Yum

Prasat Ak Yum (Khmer: ប្រាសាទអកយំ) war ein früher Khmer-Tempel im Gebiet von Angkor in Kambodscha. Er lag am Südende des Westlichen Baray.
Der aus gebrannten Ziegeln gemauerte Tempel im Kulen-Stil aus dem letzten Viertel des 8. Jahrhunderts bestand in seiner ersten Form aus einem Raum. Wahrscheinlich Anfang des 9. Jahrhunderts erhielt er unter dem Gründer des Angkor-Reiches, Jayavarman II., eine dreifach gestufte Basis, deren untere Terrasse aus Laterit etwa 100 Meter Seitenlänge aufwies. Die beiden oberen Terrassen bestanden aus Ziegeln. Der Vishnu geweihte Prasat Ak Yum gehörte damit zu den größten Tempeln der Vor-Angkor-Zeit und bildete das Zentrum der alten Stadt.
Die ganze Anlage ist deshalb interessant, weil sie als Vorbild für die späteren Pyramidentempel des Angkor-Reiches diente. Als unter Suryavarman I. Anfang des 11. Jahrhunderts der Westliche Baray angelegt wurde, verschwand der Prasat Ak Yum teilweise in den Wassermassen. Geringe Reste sind noch an der südlichen Dammböschung erkennbar. 
Prasat Ak Yum wurde während der 1930er Jahre von dem Franzosen George Trouvé ausgegraben.